# Альціон меланезійський
Альціо́н меланезійський (Todiramphus tristrami) — вид сиворакшоподібних птахів родини рибалочкових (Alcedinidae). Мешкає на островах Меланезії. Вид названий на честь англійського орнітолога Генрі Бейкера Трістрама. Раніше вважався конспецифічним з білошиїм альціоном.

## Підвиди
Виділяють сім підвидів:
- T. t. nusae (Heinroth, 1902) — острови Новий Гановер[en], Нова Ірландія (за винятком південного заходу) і Фені[en];
- T. t. matthiae (Heinroth, 1902) — острови святого Маттія[en];
- T. t. stresemanni (Laubmann, 1923) — острови між Новою Гвінеєєю і Новою Британією;
- T. t. novaehiberniae (Hartert, E, 1925) — південний захід Нової Ірландії;
- T. t. bennetti (Ripley, 1947) — острів Ніссан[en];
- T. t. tristrami (Layard, EL, 1880) — острів Нова Британія;
- T. t. alberti (Rothschild & Hartert, E, 1905) — Бука, Бугенвіль і Соломонові острови (на схід до Гуадалканала).

## Поширення і екологія
Меланезійські альціони мешкають на Соломонових Островах та на островах Папуа Нової Гвінеї. Вони живуть у вологих рівнинних тропічних лісах та на плантаціях.